# ヤングパトリオット
ヤングパトリオット（Young Patriots Organization)は、1960年代後半から1970年代始めにかけてアメリカ合衆国に存在した政党。
アパラチア山脈地方から移住した白人低所得層の支援を目的とし、ウィリアム・フェスパーマンらによってシカゴの住宅街で結成され、南北戦争当時のアメリカ連合国の国旗を青いデニムジャケットやベレー帽に縫い付けて反人種差別運動を闘った。
結成時、ブラックパンサー党のフレッド・ハンプトン（党イリノイ州議長）やヤングローズのホセ・チャチャ・ヒメネス議長の支援を受け、これらの組織と同盟した。
ヤングパトリオットはシカゴの最貧地区の一つにおいて、警官による暴力行為と住宅差別に反対するデモに参加した。後にパトリオット党などに分裂した。